# Carl Mengewein
Carl Mengewein, född den 9 september 1852 i Thüringen, död den 7 april 1908 nära Berlin, var en tysk musiker.
Mengewein var 1876–86 lärare och dirigent i Wiesbaden, förestod 1886–96 en musikskola i Berlin, stiftade 1889 där Oratorieföreningen och ledde den samt körsällskapet Madrigal.
Mengewein komponerade oratoriet Johannes der Täufer (1892), kantater, motetter, damkörer, sångspel och visor med mera samt skrev Die Ausbildung des musikalischen Gehörs (I, 1908).